# Système multimédia automobile
Un système multimédia automobile est une interface homme-machine, présent dans des véhicules automobiles, composé principalement d'un écran et d'un système d'exploitation.

## Présentation
Un système multimédia automobile est composé de :
- d'un écran tactile ;
- d'un système d'exploitation ;
- d'un navigateur GPS regroupant les fonctions de guidage par satellite, les cartes routières, l’info trafic, les alertes de zones de danger, etc. ;
- de fonctionnalités multimédias permettant d'écouter la radio, des musiques, ou de regarder des photos et des vidéos ;
- d'un kit mains libres Bluetooth permettant la gestion des appels, des contacts, etc. ;
- d'un utilitaire de gestion des équipements du véhicule comme la caméra de recul, l’ordinateur de bord comprenant les données énergétiques, la consommation de carburant, etc. ;
- de différents services connectés et applications, dont l'accès éventuel à une boutique en ligne ;
- d'une reconnaissance vocale permettant la commande de fonctionnalités.

## Systèmes par marque automobile
| Marque        | Nom du système multimédia |
| ------------- | ------------------------- |
| Audi          | MMI                       |
| BMW           | iDrive                    |
| Citroën       | Connect Apps              |
| Ford          | Ford Sync (en)            |
| Mercedes Benz | Comand                    |
| Opel          | IntelliLink               |
| Peugeot       | i-Cockpit                 |
| Renault       | R-Link                    |
| Toyota        | Touch 2                   |